# Damaeus uenoi
Damaeus uenoi är en kvalsterart som först beskrevs av Aoki 1966.  Damaeus uenoi ingår i släktet Damaeus och familjen Damaeidae. Inga underarter finns listade i Catalogue of Life.